# Cornelius Booth (acteur)
Pour les articles homonymes, voir Cornelius Booth et Booth.
Cornelius Booth est un acteur britannique.

## Filmographie
- 2004 : Trauma : Orderly
- 2005 : Orgueil et Préjugés : Colonel Fitzwilliam
- 2006 : Pénélope : Pub Patron 1
- 2018 : Robin des Bois : Lord Pembroke
- 2023 : Dans leur ombre : Mr. Fillet